# باربل فورمن
باربل فورمن (آلمانی: Bärbel Fuhrmann؛ زادهٔ ۲۸ مارس ۱۹۴۰) شناگر اهل آلمان بود.
وی در مسابقات کشوری و بین‌المللی در مجموع برندهٔ ۱ مدال برنز شده‌است.